# Horváth család (bánhorváti)
A bánhorváti Horváth család egyike a XX. század elején nemesített magyar családoknak.

## Története
Horváth Lajos huszárezredes 1904. június 24-én kapott nemesi címerlevelet I. Ferenc Józseftől bánhorváti előnévvel. Feleségétől, apátkéri Bottlik Máriától két leánygyermeke született mindössze, így e család a nemességet szerző Lajossal férfiágon ki is halt.

## Címer
Kempelen Béla ezt írja:
Czímer: kék paizsban zöld halmon jobbjával kivont kardot, baljában két ezüst liliomot tartó arany griff; sisakdisz: jobbjában kardot, baljában koronát tartó növekvő griff; takarók: kék-arany.